# Stabby, Uppsala

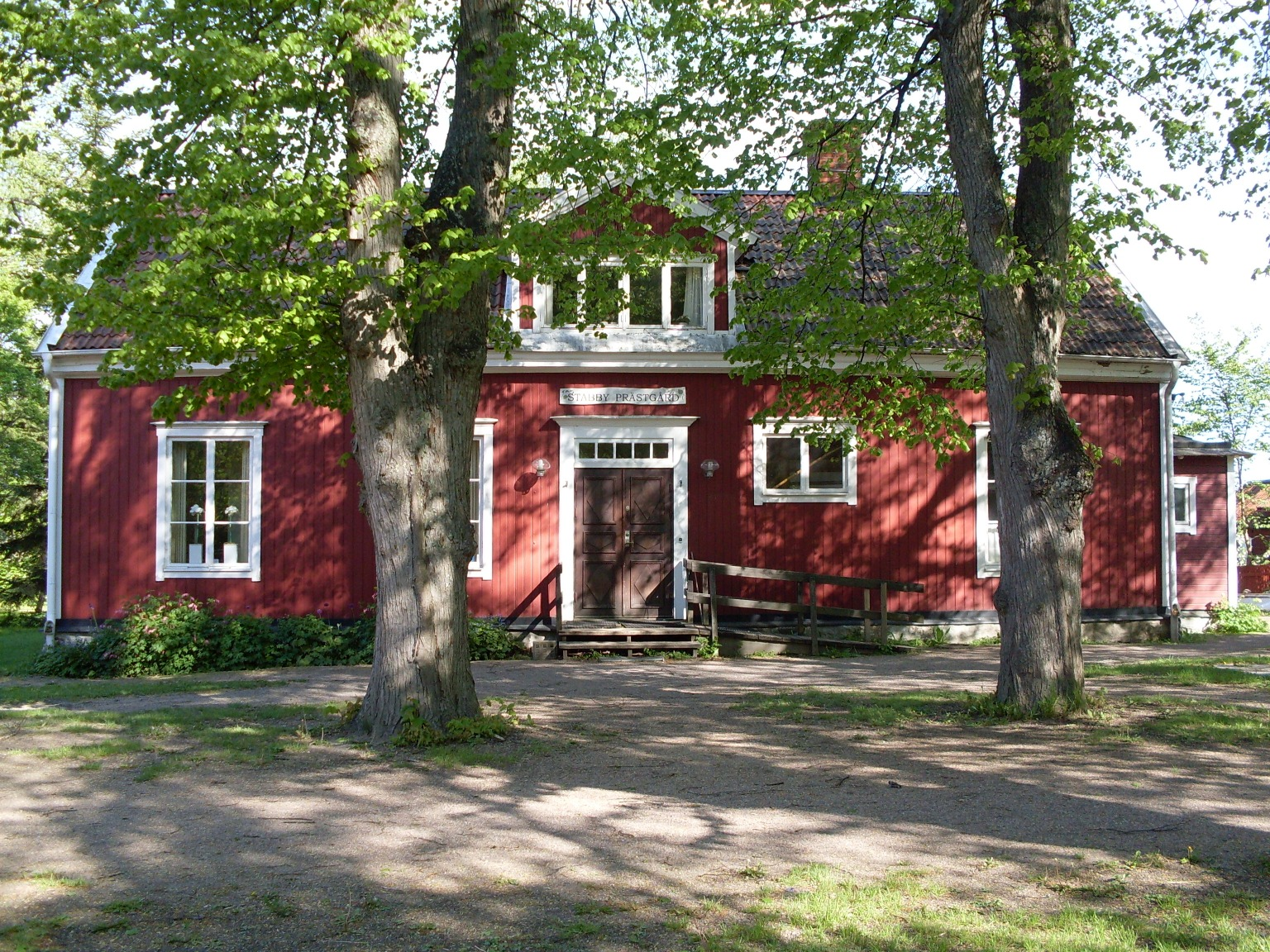
Stabby prästgård.

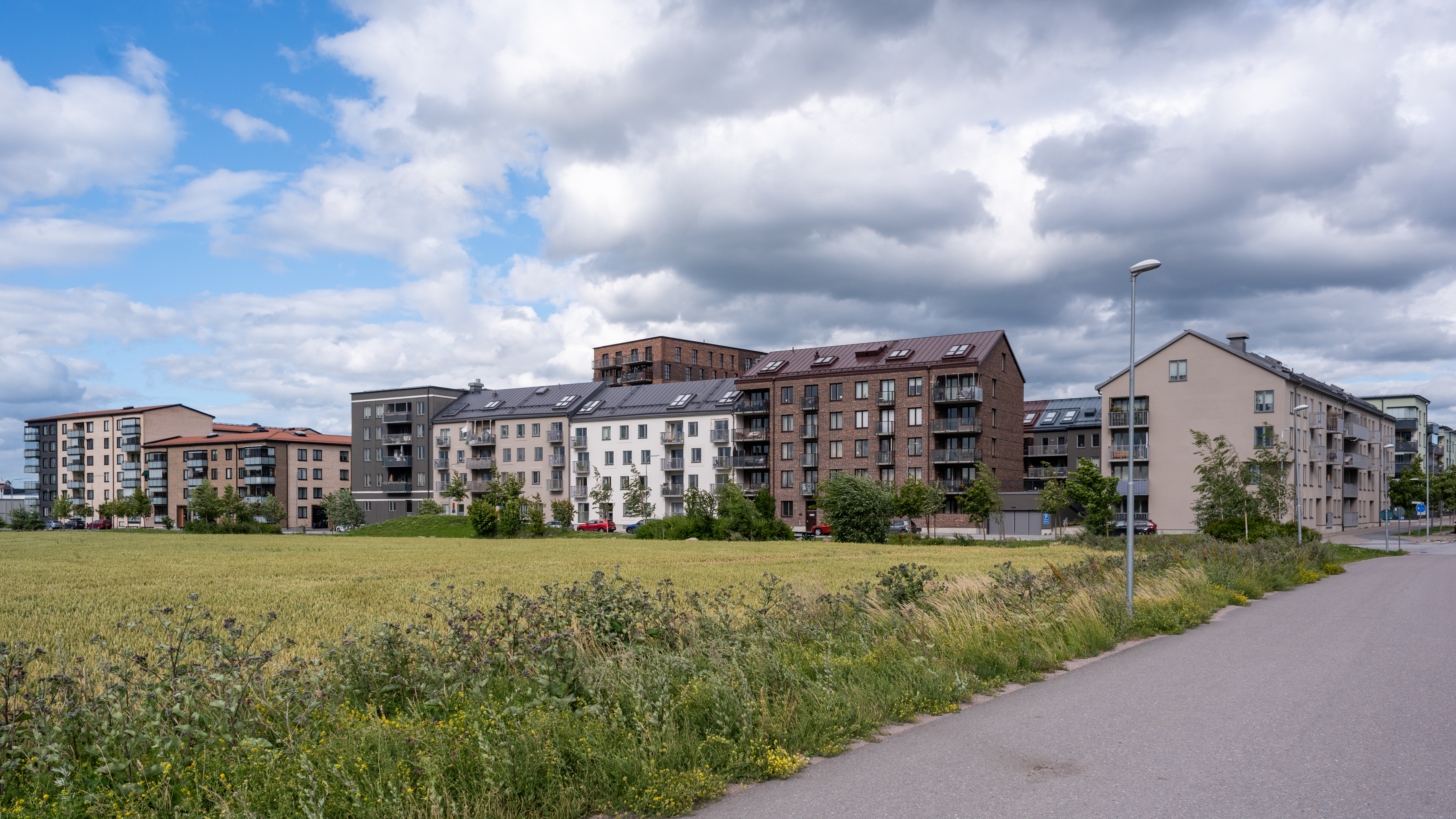
Det nya bostadsområdet på cementgjuteriets tidigare tomt.

Stabby är ett bostadsområde i Uppsala. Det omfattar en del av Luthagen i närheten av Tiundagatan, samt ett intilliggande grönområde där Stabby prästgård är belägen. I prästgården bodde Nathan Söderblom innan han blev ärkebiskop.
Stabby var tidigare en by i Bondkyrka socken. Byn omtalas första gången 1291 ('in Stabby'), då dekanen Nils Allesson meddelade att en gård i Stabby pantsatts till domkyrkan. I förteckningen över vad hertig Valdemar uppburit av kyrkogodsen i Tiundaland upptas tre landbor i Stabby. Under 1500-talet omfattade byn ett mantal skatte, en skattejord (perioden 1548–51 räknad som en gård om ett halvt mantal) och ett kyrkohemman. Kyrkojorden är den som senare blev prästgård i Bondkyrka.
I norra utkanten av Stabby har det i början av 2010-talet byggts ett stort antal bostäder på den mark som tidigare användes av Uppsala Cementgjuteri. Torget i det nya området invigdes år 2013 och kallas Mimmi Ekholms plats efter cementgjuteriets VD Mimmi Ekholm.

## Friluftsliv
I Stabby finns den lilla parken Stabbylyckan och skogen Stabbyskogen.